# Прошкін Володимир Панасович
Володимир Панасович Прошкін (20 листопада 1941, м. Горький, СРСР — 9 березня 2024) — російський та український радянський футболіст, хокеїст, футбольний тренер. Майстер спорту СРСР (1968).

## Життєпис
Закінчив інститут фізичної культури в місті Ленінграді (1970, нині Санкт-Петербург, РФ).
Виступав за футбольні команди «Авангард» (Тернопіль), «Колос» (Бучач, 1965—1970), збірну команду Тернопільської області з хокею (1968—1970).
Від 1971 — викладач Тернопільського фінансово-економічного інституту (нині національний економічний університет).
Досягнення
- Чемпіон УРСР (1968)
- Володар Кубка СРСР «Золотий колос» (1970).